# Haloragis serra
Haloragis serra är en slingeväxtart som beskrevs av Adolphe-Théodore Brongniart. Haloragis serra ingår i släktet Haloragis och familjen slingeväxter. Inga underarter finns listade i Catalogue of Life.